# Nyűvágófélék
A nyűvágófélék (Buphagidae) a madarak (Aves) osztályába és a verébalakúak (Passeriformes) rendjébe tartozó család. Egyetlen nem és 2 faj tartozik a családba.
Korábban a családhoz tartozó kettő fajt a seregélyfélék (Sturnidae) családjába sorolták.
A seregélyfélék rendszerezése nem régiben nagyobb változásokon ment át. Korábban a családot csak két alcsaládra bontották, a nyűvágókat magában foglaló Buphaginae alcsaládot elkülönítették az összes többi fajt magában foglaló seregélyformáktól (Sturninae). A seregélyfélék családját is érintő taxonómiai munkájuk során Lovette és Rubenstein taxonómusok 2007-ben a nyűvágókat család szintre emelték és a két odatartozó faj számára létrehozták a nyűvágófélék (Buphagidae) családot.
A nyűvágókon elvégzett DNS-szintézisen alapuló biokémiai vizsgálatok világosan kimutatták a fajok különállását a seregélyektől.
A nyűvágók egy külön evolúciós ágat képviselnek, mely a Muscicapoidea öregcsalád törzsfáján ugyanolyan távolságra áll a seregélyféléktől, mint az amerikai gezerigóféléktől (Mimidae).
Életmódjuk is jelentősen különbözik, mindkét rokon család életmódjától.
Az ide tartozó két faj nevüket, azon tulajdonságukról kapták, hogy előszeretettel tartózkodnak legelésző nagy testű állatokon (kafferbivalyokon, rinocéroszokon, zsiráfokon) és a testükön előforduló rovarokkal táplálkoznak. Anatómiájuk is teljes mértékben ehhez alkalmazkodott.
Mindkét faj Afrika Szahara alatti területein található szavannák és ritkás bozótosok lakója.

## Rendszerezésük
A családba az alábbi 1 nem és 2 faj tartozik:
- Buphagus Brisson, 1760 – 2 faj
  - sárgacsőrű nyűvágó (Buphagus africanus) Linnaeus, 1766 - típusfaj
  - vöröscsőrű nyűvágó (Buphagus erythrorhynchus) Stanley, 1814

## Képek

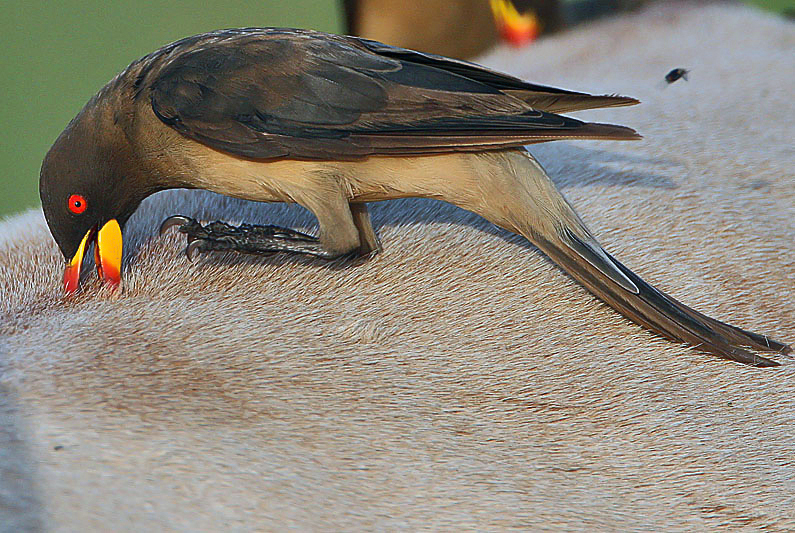
sárgacsőrű nyűvágó (Buphagus africanus) táplálkozás közben